# Ismael Díaz
Ismael Díaz de León (ur. 12 maja 1997 w Panamie) – panamski piłkarz występujący na pozycji skrzydłowego lub napastnika w ekwadorskim klubie Universidad Católica oraz w reprezentacji Panamy. Wychowanek Tauro.